# Chodes
Chodes es un municipio de la provincia de Zaragoza, España, perteneciente a la comarca de Valdejalón. Tiene una población de 102 habitantes (INE 2024). Su término municipal tiene una extensión de 16 km², por el que discurren el río Jalón y el río Isuela y es colindante con los de Morata de Jalón, El Frasno, Sabiñán, Morés, Arándiga, Ricla y La Almunia de Doña Godina.

## Geografía
Está integrado en la comarca de Valdejalón, situándose a 65 kilómetros de la capital zaragozana. Su término municipal está atravesado por la Autovía del Nordeste en su pK 265. El territorio está atravesado por el río Jalón que discurre entre el abrupto relieve del municipio. El pueblo se encuentra en una zona llana cercana al río a 412 metros sobre el nivel del mar, oscilando la altitud del municipio entre los 390 y los 675 metros.
| Noroeste: Arándiga        | Norte: Arándiga                                  | Noreste: Ricla |
| Oeste: Arándiga           |                                                  | Este: Ricla    |
| Suroeste: Morata de Jalón | Sur: Morata de Jalón y La Almunia de Doña Godina | Sureste: Ricla |

El exclave de Villanueva de Jalón, situado junto a Sierra Valdoña, limita con Arándiga, Morata de Jalón, El Frasno, Sabiñán y Morés.

### Villanueva de Jalón

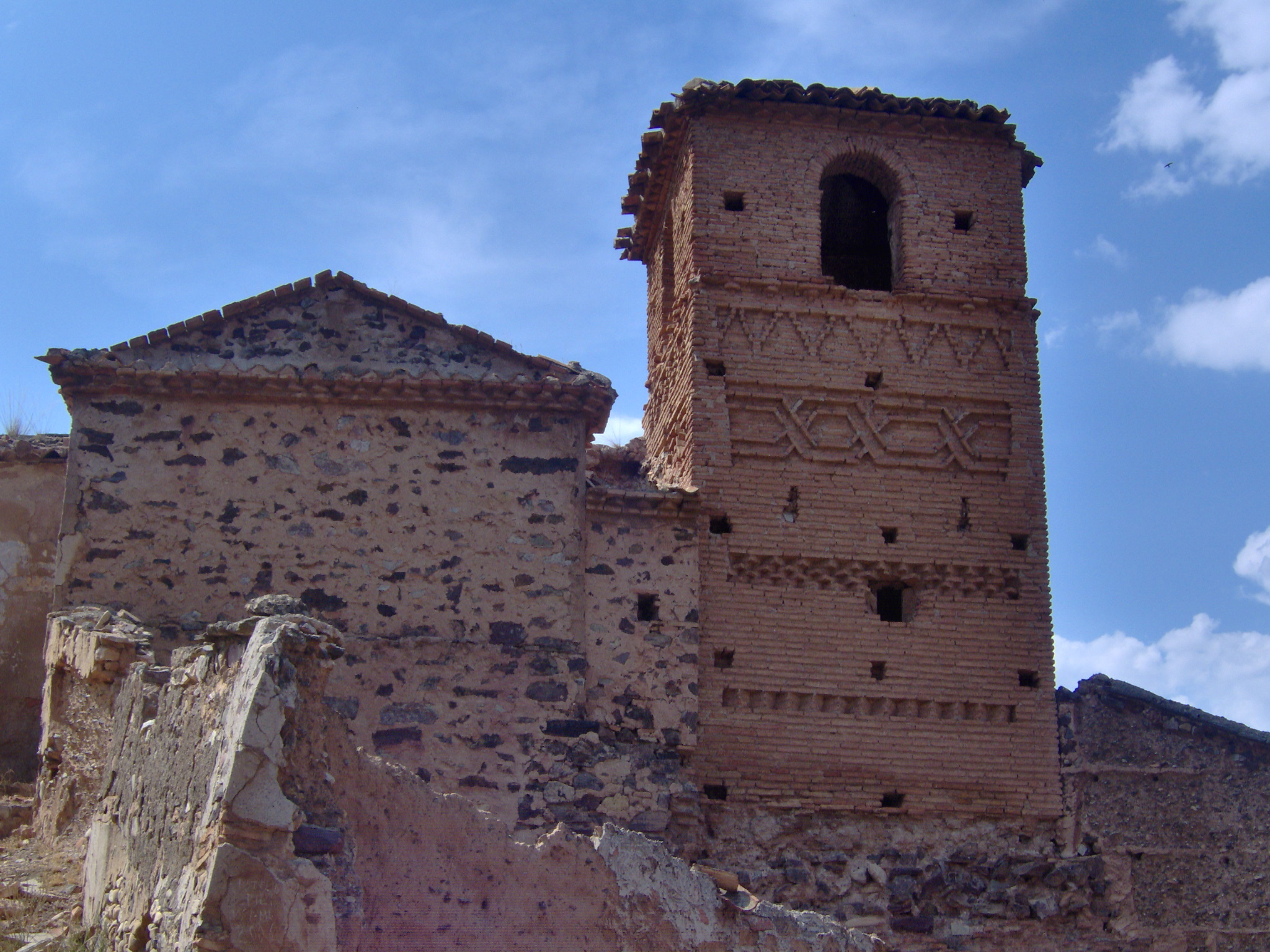
Torre de la iglesia de Santa María de la Huerta en Villanueva de Jalón

Localidad despoblada de la provincia de Zaragoza, perteneciente al municipio de Chodes. Se encuentra situada en la carretera CV-603 que va desde Morata de Jalón a Purroy (Morés). Fundada en el siglo XIII, el pueblo fue abandonado en la década de los cincuenta del siglo XX, quedando reducido a escombros. La Torre de la iglesia de Santa María de la Huerta fue declarada Patrimonio de la humanidad en 2001 por la Unesco, formando parte del mudéjar aragonés.
En la parte más alta del pueblo se encuentra el Castillo de Villanueva de Jalón, de origen musulmán, reconquistado por Alfonso I en 1119. En él se pueden observar ruinas de mampostería y argamasa. Villanueva de Jalón fue una localidad independiente hasta 1852, cuando se incorporó a Chodes.

## Historia

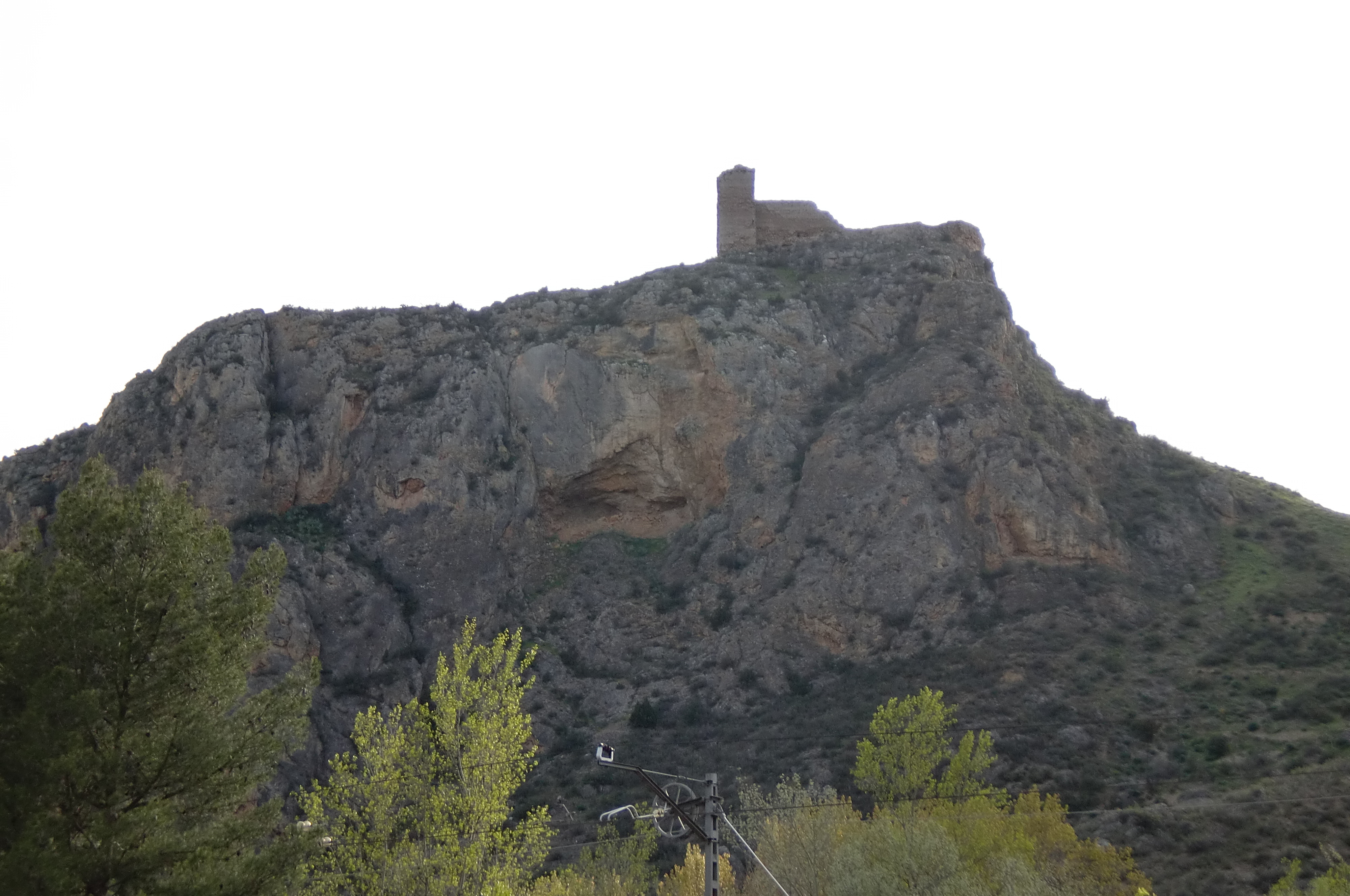
Castillo de Chodes

En 1676 Chodes estaba situado en la Peña de Iodos (actualmente denominada Peña del Castillo), dónde ahora quedan tan solo los restos del citado castillo, este se encontraba lejos de las huertas y con las casas muy deterioradas, casi inhabitables y amenazando ruina, así Francisco Sanz de Cortés, Marqués de Villaverde y también Conde de Morata mandó construir la plaza de España de chodes con veinticuatro casas, tres portales y un hueco donde posteriormente se construyó la iglesia con un coste total de 6000 libras jaquesas. En 1678 con la plaza ya acabada, diecisiete jornaleros piden al Conde de Morata la renta y usufructo de tantas casas con sus corrales.
En 1845 se unió al término municipal de Chodes el pueblo de Villanueva de Jalón que en la actualidad se encuentra abandonado.
En la historia reciente del municipio cabe destacar las declaraciones monumentales que ha recibido el municipio para la plaza de España y la torre de la iglesia de Santa María de la Huerta en 2002, y el puente de Capurnos y los castillos de Chodes y Villanueva de Jalón en 2006.

## Demografía
Chodes cuenta con una población de 102 habitantes (INE 2024).
| Gráfica de evolución demográfica de Chodes entre 1842 y 2021 |
| |
| Población de derecho según los censos de población del INE Población de hecho según los censos de población del INEEntre el censo de 1857 y el anterior, crece el término del municipio porque incorpora a 505012 (Villanueva de Jalón) |

### Transporte y comunicaciones

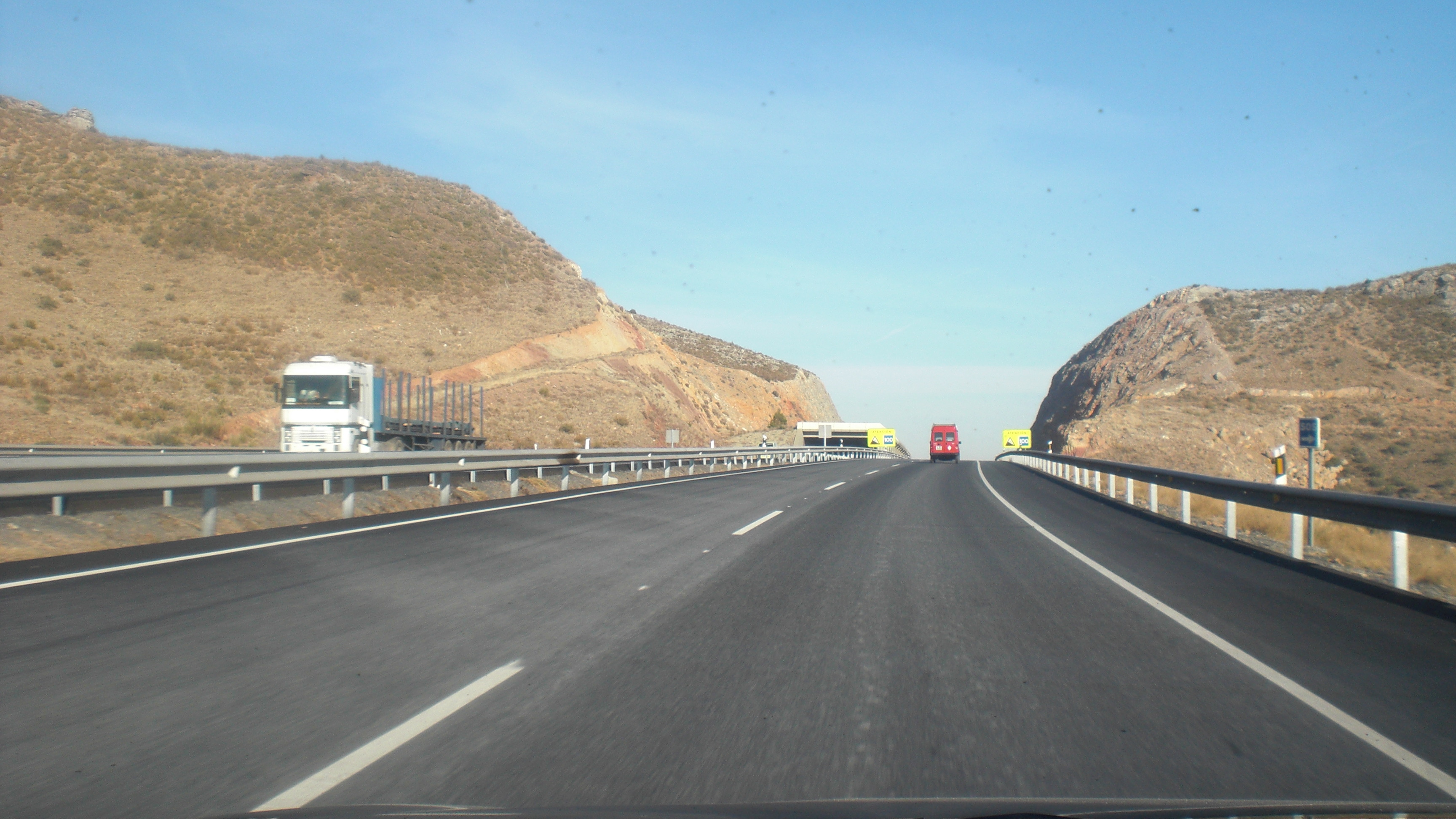
Fotografía de la autovía A-2 antes de llegar al alto de la perdiz, en término municipal de Chodes

#### Carreteras
La autovía  (Autovía del Nordeste, Madrid-Barcelona), atraviesa parte del término municipal. Al que hay que acceder en las salidas 260 y 261 de Morata de Jalón para a través de la carretera comarcal A-2320 llegar al municipio.
Otra carretera comarcal que atraviesa el término municipal es la CV-603, necesaria para llegar a Villanueva de Jalón.
En 2021 se inauguró el trazado variante de la carretera A-2320 para sortear el paso de camiones pesados por la plaza de España de Chodes. Hasta ese momento eran numerosas las ocasiones en que camiones de gran altura dañaban los arcos de acceso a la plaza.

#### Ferrocarril
La localidad no dispone de estación aunque a tan solo 1 km se encuentra la estación de Morata de Jalón que conecta con Calatayud y Zaragoza. Por el término municipal transcurre la vía convencional y la vía de alta velocidad.

## Administración y política
| Período   | Alcalde                       | Partido |  |
| --------- | ----------------------------- | ------- |  |
| 1979-1983 | Ramiro Gimeno Andrés          | UCD     |  |
| 1983-1987 | Paulino López Artigas         | PSOE    |  |
| 1987-1991 | Manuel Tejadas Ruiz           | AP      |  |
| 1991-1995 | Antonio Ostáriz Borniquel     | CDS     |  |
| 1995-1997 | Antonio Ostáriz Borniquel     | PP      |  |
| 1997-1999 | Miguel Yarza Grima            | PP      |  |
| 1999-2003 | César Pérez Polo              | PP      |  |
| 2003-2007 | César Pérez Polo              | PSOE    |  |
| 2007-2011 | César Pérez Polo              | PSOE    |  |
| 2011-2015 | César Pérez Polo              | PSOE    |  |
| 2015-2019 | María Dolores Torrubia Ibáñez | PSOE    |  |
| 2019-2023 | María Dolores Torrubia Ibáñez | PSOE    |  |
| 2023-2027 | Carlos Javier Liarte Cuartero | PSOE    |  |

| Partido político    | Partido político                                                    | 1979   | 1983   | 1987   | 1991   | 1995   | 1999   | 2003   | 2007   | 2011   | 2015   | 2019   | 2023   |
| Partido político    | Partido político                                                    | Ediles | Ediles | Ediles | Ediles | Ediles | Ediles | Ediles | Ediles | Ediles | Ediles | Ediles | Ediles |
|                     | Partido de los Socialistas de Aragón (PSOE-Aragón)                  | —      | 4      | —      | —      | —      | —      | 3      | 4      | 4      | 4      | 5      | 3      |
|                     | Alianza Popular (AP)-Partido Popular de Aragón (PP)                 | —      | —      | 5      | 0      | 5      | 5      | 0      | 1      | 1      | 1      | 0      | 0      |
|                     | Chunta Aragonesista (CHA)                                           | —      | —      | —      | —      | —      | —      | —      | 0      | —      | 0      | 0      | 0      |
|                     | Partido Aragonés (PAR)                                              | —      | —      | —      | 0      | 0      | 0      | 2      | 0      | 0      | —      | —      | —      |
|                     | Izquierda Unida (IU)                                                | —      | —      | —      | —      | —      | —      | —      | 0      | 0      | —      | —      | —      |
|                     | Podemos                                                             | —      | —      | —      | —      | —      | —      | —      | —      | —      | —      | 0      | —      |
|                     | Unión de Centro Democrático (UCD)-Centro Democrático y Social (CDS) | 5      | 1      | 0      | 5      | —      | —      | —      | —      | —      | —      | —      | —      |
|                     | Organización Revolucionaria de Trabajadores (ORT)                   | 0      | —      | —      | —      | —      | —      | —      | —      | —      | —      | —      | —      |
|                     | Partido Comunista de España (PCE)                                   | —      | 0      | —      | —      | —      | —      | —      | —      | —      | —      | —      | —      |
|                     | Iniciativa Aragonesa (INAR)                                         | —      | —      | —      | —      | —      | —      | 0      | —      | —      | —      | —      | —      |
| Total de concejales | Total de concejales                                                 | 5      | 5      | 5      | 5      | 5      | 5      | 5      | 5      | 5      | 5      | 5      | 3      |

## Patrimonio

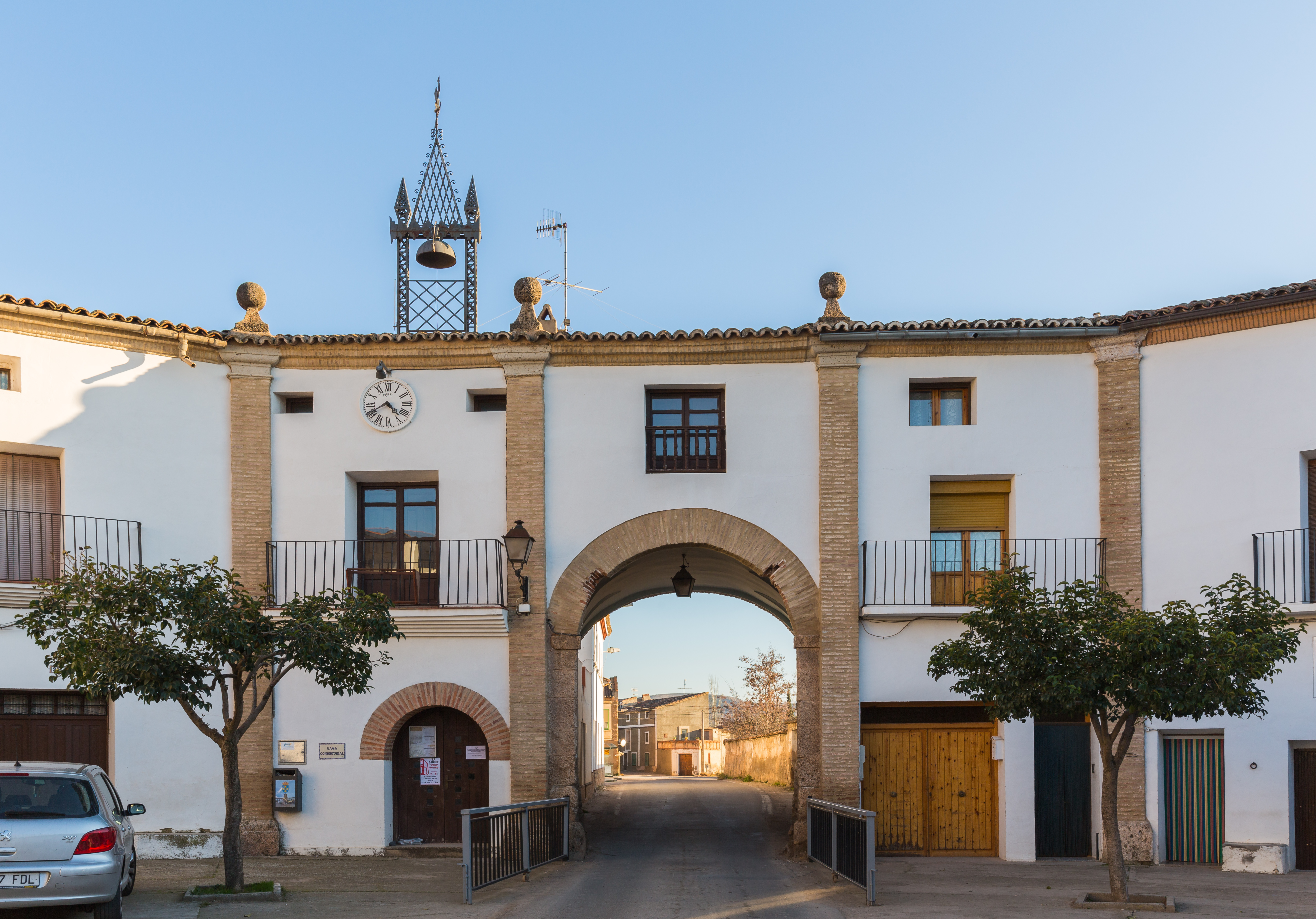
El Ayuntamiento de Chodes, situado en la plaza de España

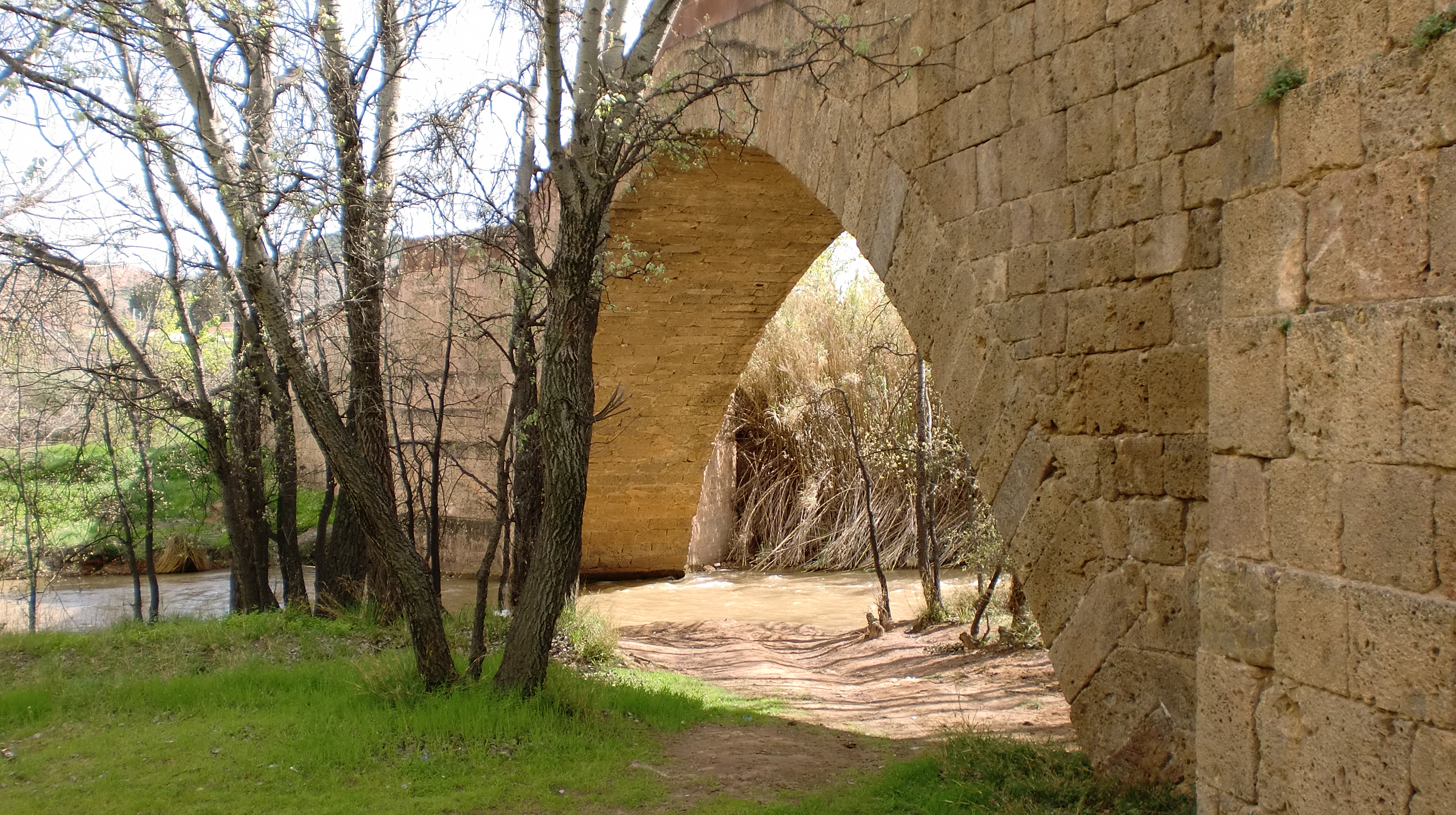
Puente de Capurnos

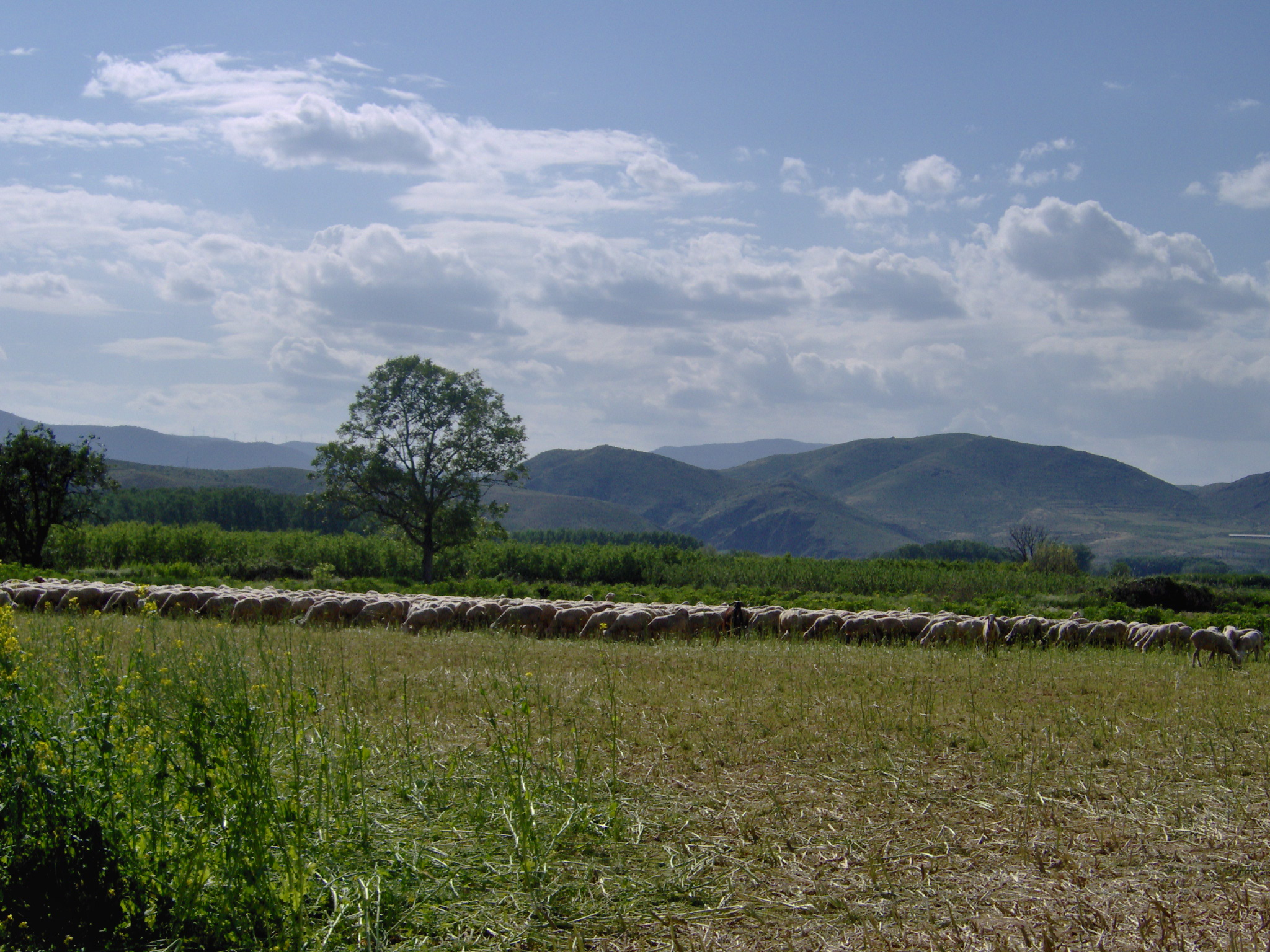
Vega del Jalón

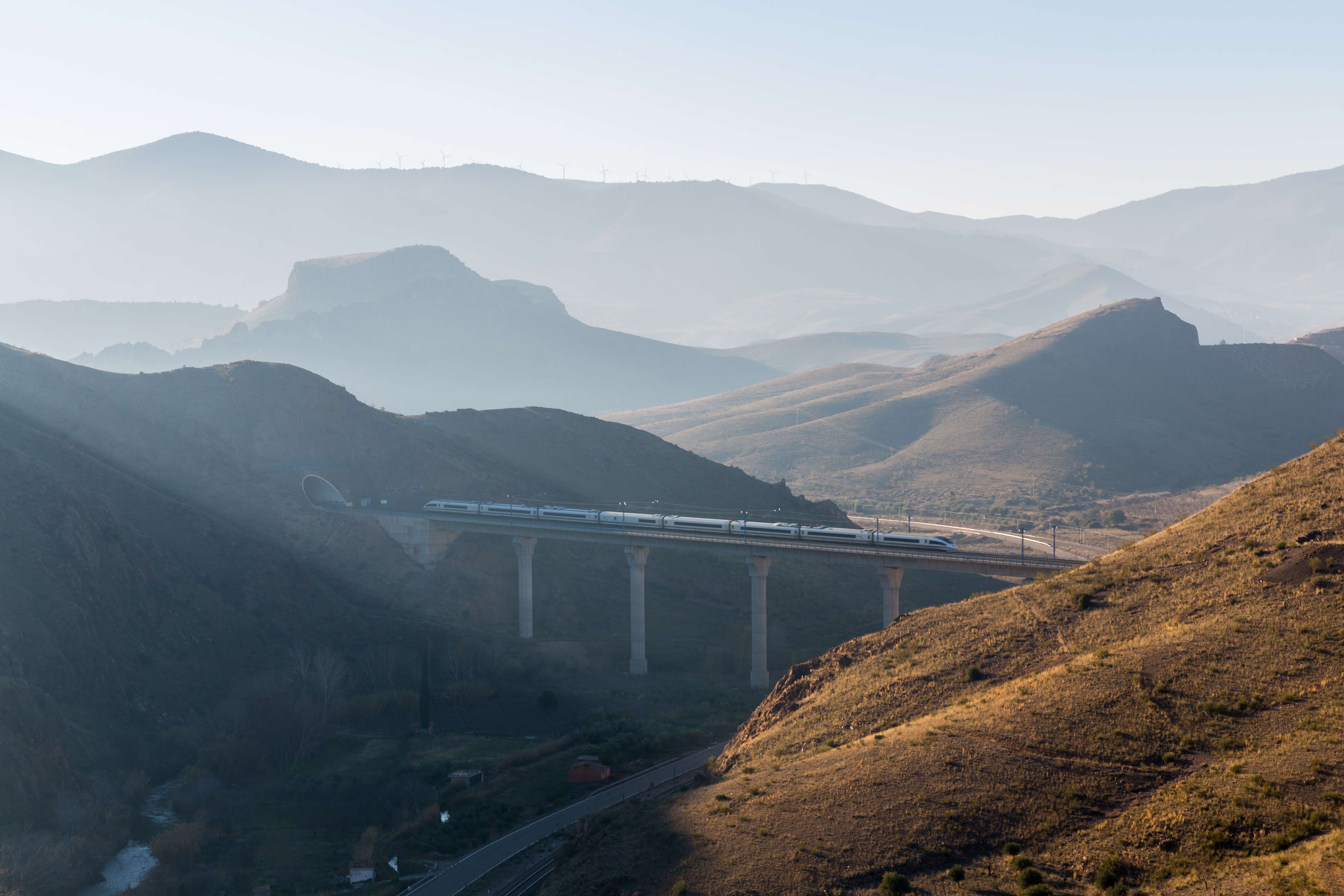
Vista del AVE contemplado desde Villanueva del Jalón.

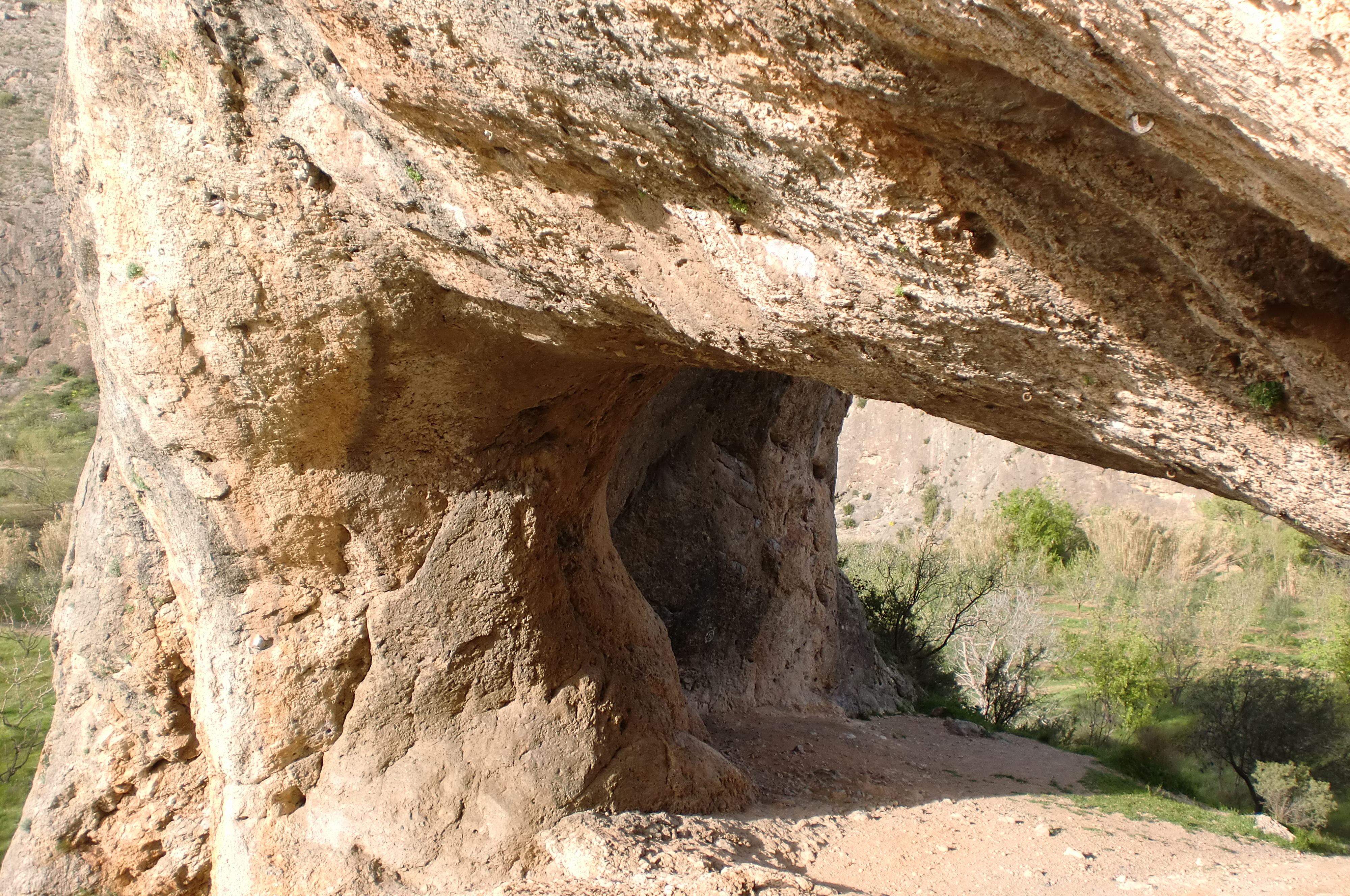
Peña Agujereada, en las paredes de escalada de Las Torcas de Chodes

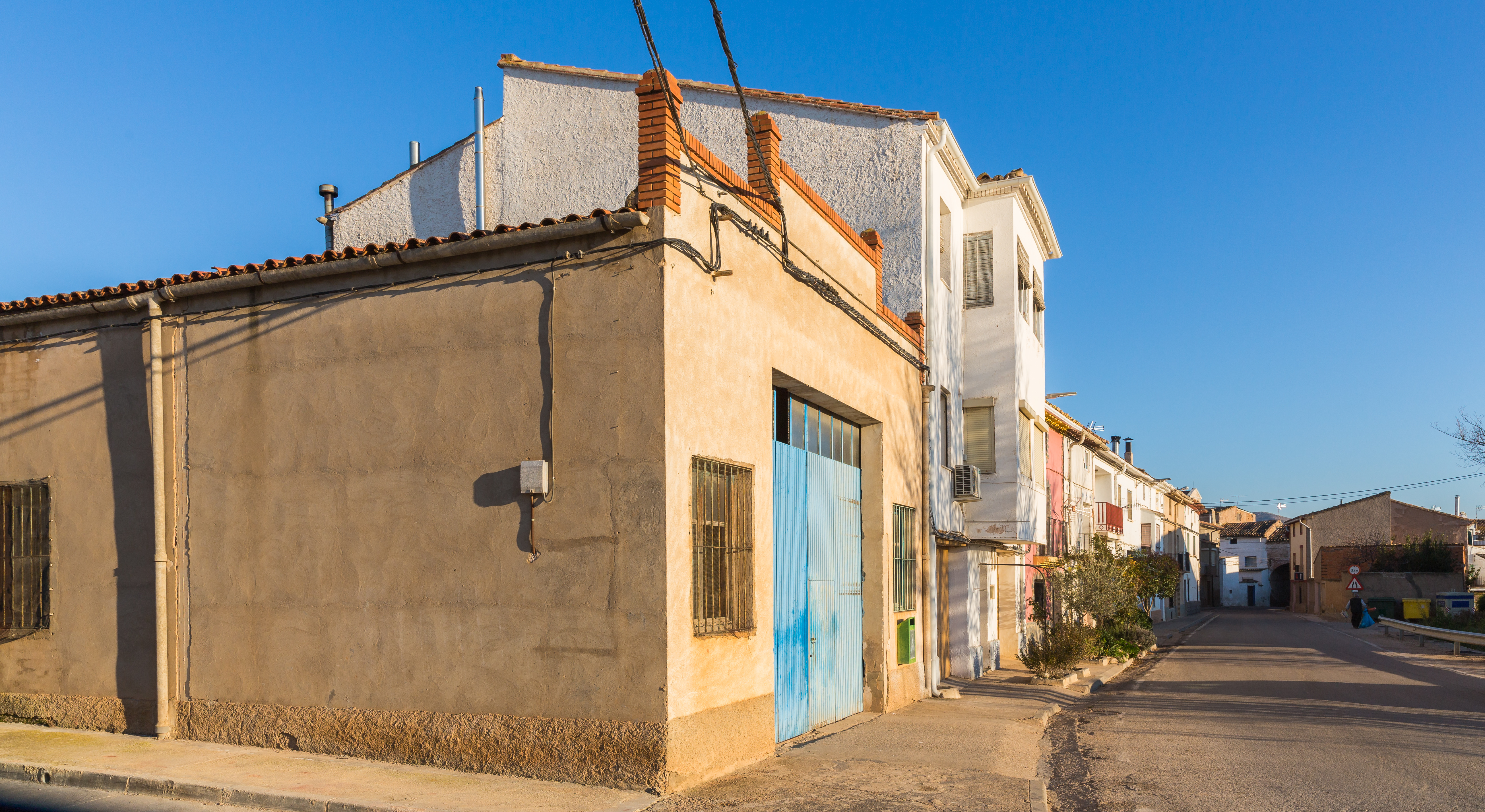
Principal carretera que cruza Chodes

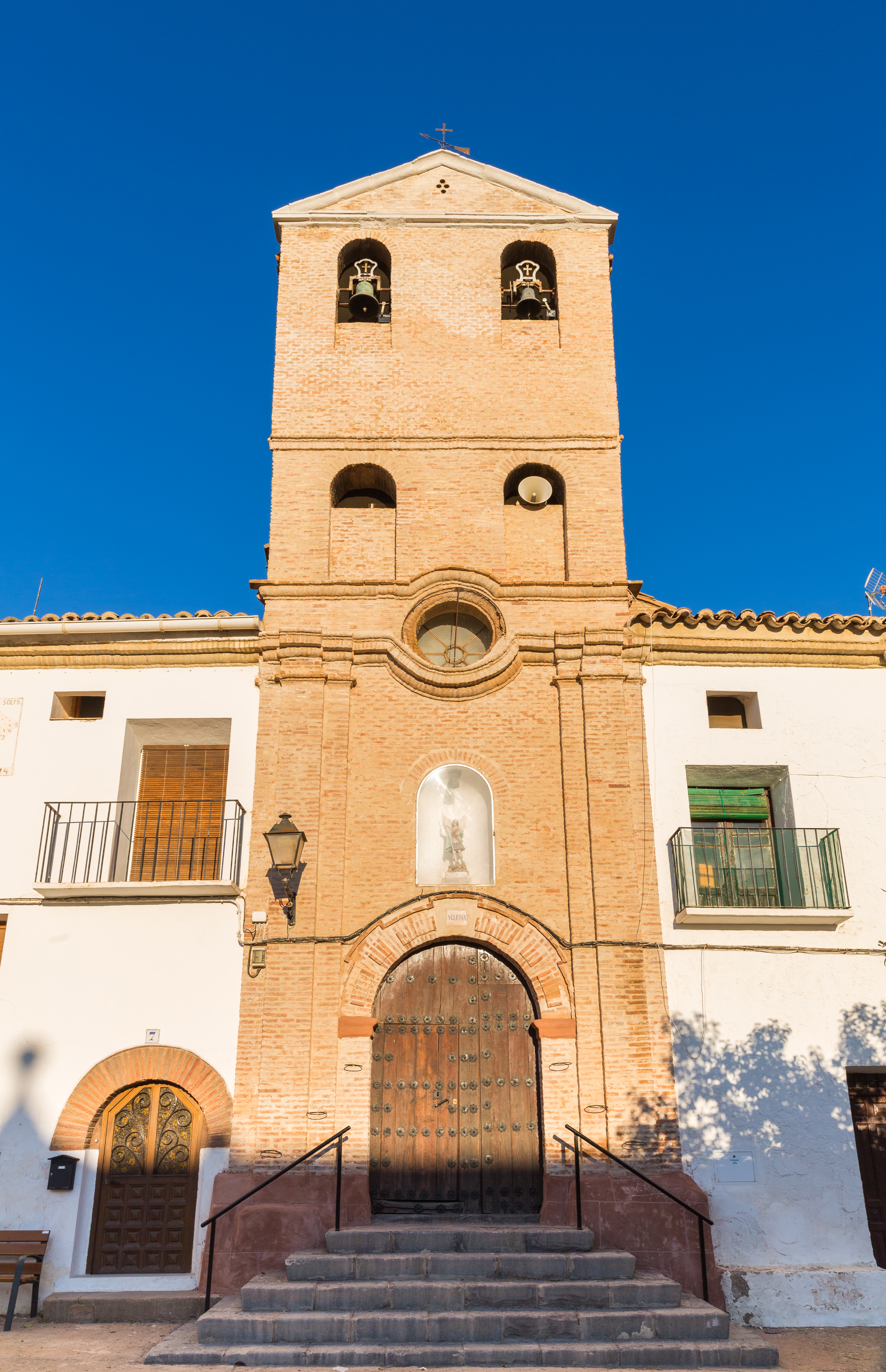
Iglesia de San Miguel, plaza de España

### Bienes Catalogados por el Gobierno de Aragón
- Torre de la iglesia de Santa María de la Huerta. (Villanueva de Jalón). Boletín Oficial de Aragón 09/08/2002.
- Plaza de España. Boletín Oficial de Aragón 28/10/2002
- Castillo de Chodes El Viejo. Boletín Oficial de Aragón 22/05/2006
- Castillo de Villanueva de Jalón. Boletín Oficial de Aragón 22/05/2006
- Puente de Capurnos, sobre el río Jalón. Boletín Oficial de Aragón 05/10/2006. Compartido con el municipio de Morata de Jalón.

### Lugares destacados

#### Monumentos religiosos
- Iglesia de San Miguel Arcángel. Su retablo principal dedicado a San Miguel Arcángel es obra de Manuel Bayeu.
- Iglesia de Santa María de la Huerta. En Villanueva de Jalón. Cuenta con unas yeserías de tradición mudéjar únicas en Aragón.

#### Monumentos arquitectónicos
- Plaza de España. Boletín Oficial de Aragón 28/10/2002

#### Castillos
- Castillo de Chodes El Viejo. Boletín Oficial de Aragón 22/05/2006
- Castillo de Villanueva de Jalón. Boletín Oficial de Aragón 22/05/2006

#### Yacimientos arqueológicos
- Yacimiento arqueológico El Estrecho. (Situado en el Paraje de las Torcas de Chodes).
- Yacimiento arqueológico Cabezo Baldío.

#### Espacios naturales
- Paraje de Las Torcas de Chodes, incluyendo las Paredes de Escalada de Las Torcas, el Meandro del río Jalón y los Desfiladeros del río Jalón siendo una (Zona de especial protección para las aves).
- Punto de interés fluvial. Tramo meandriforme del río Jalón en Villanueva de Jalón. Catalogado en 2019.
- Vega del Jalón. Vega de Chodes.
- Montes de Capurnos.
- Paraje de Las Cañadas.
- Paraje de Jabacín, integrándose en su parte más alejada del municipio de Chodes con el paraje de Mularroya.
- Paraje de Los Llanos. Compartido con el municipio de Arándiga.
- Pino del Herrero. Actualmente desaparecido. (Formaba parte de los 28 árboles singulares de la Comarca de Valdejalón).
- Vega de Villanueva. (En Villanueva de Jalón)
- Paraje de Valdoña. (En Villanueva de Jalón)
- Parque Urbano, situado en la calle de la Vega.
- Parque Urbano, situado junto al Puente de Capurnos.

#### Patrimonio hidráulico
- Puente de Capurnos, sobre el río Jalón. Boletín Oficial de Aragón 05/10/2006. Compartido con el municipio de Morata de Jalón.
- Pantano de Mularroya. (En construcción)
- Molino de Chodes.
- Norias de Riego.
- Azud sobre el río de Jalón. En Villanueva de Jalón.

#### Patrimonio geológico
- Congosto del río Jalón. En Villanueva de Jalón.
- Congosto del río Jalón en Las Torcas de Chodes.
- Agujas de Chodes en Las Torcas de Chodes.

#### Patrimonio minero
- Minas de Barita. En Villanueva de Jalón.

#### Patrimonio ferroviario
- Puentes del ferrocarril convencional, Peña de la Viuda, El Abogado y Villanueva.
- Túneles del ferrocarril convencional, El Estrechuelo, Peña de la Viuda y Villanueva.
- Puente del AVE. En Villanueva de Jalón.
- Túnel de AVE. En Villanueva de Jalón.

#### Patrimonio industrial
- Fábrica de Aceites Serrano.
- Yesería del camino de Las Torcas de Chodes.
- Yesería del camino del Portijuelo.
- Fábrica de Papel. En Villanueva de Jalón.

## Cultura

### Fiestas

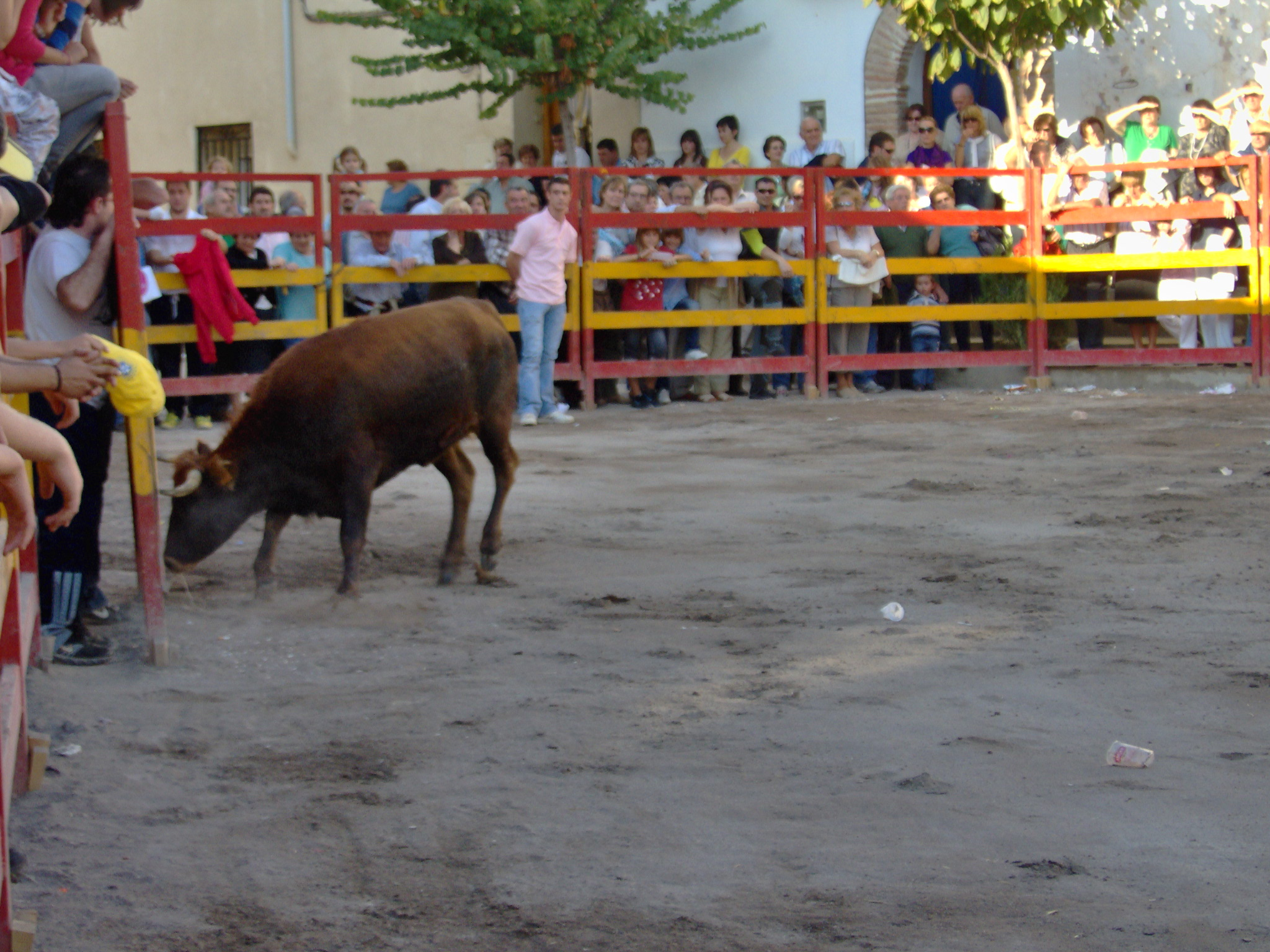
Vaquillas en las fiestas de chodes de 2008

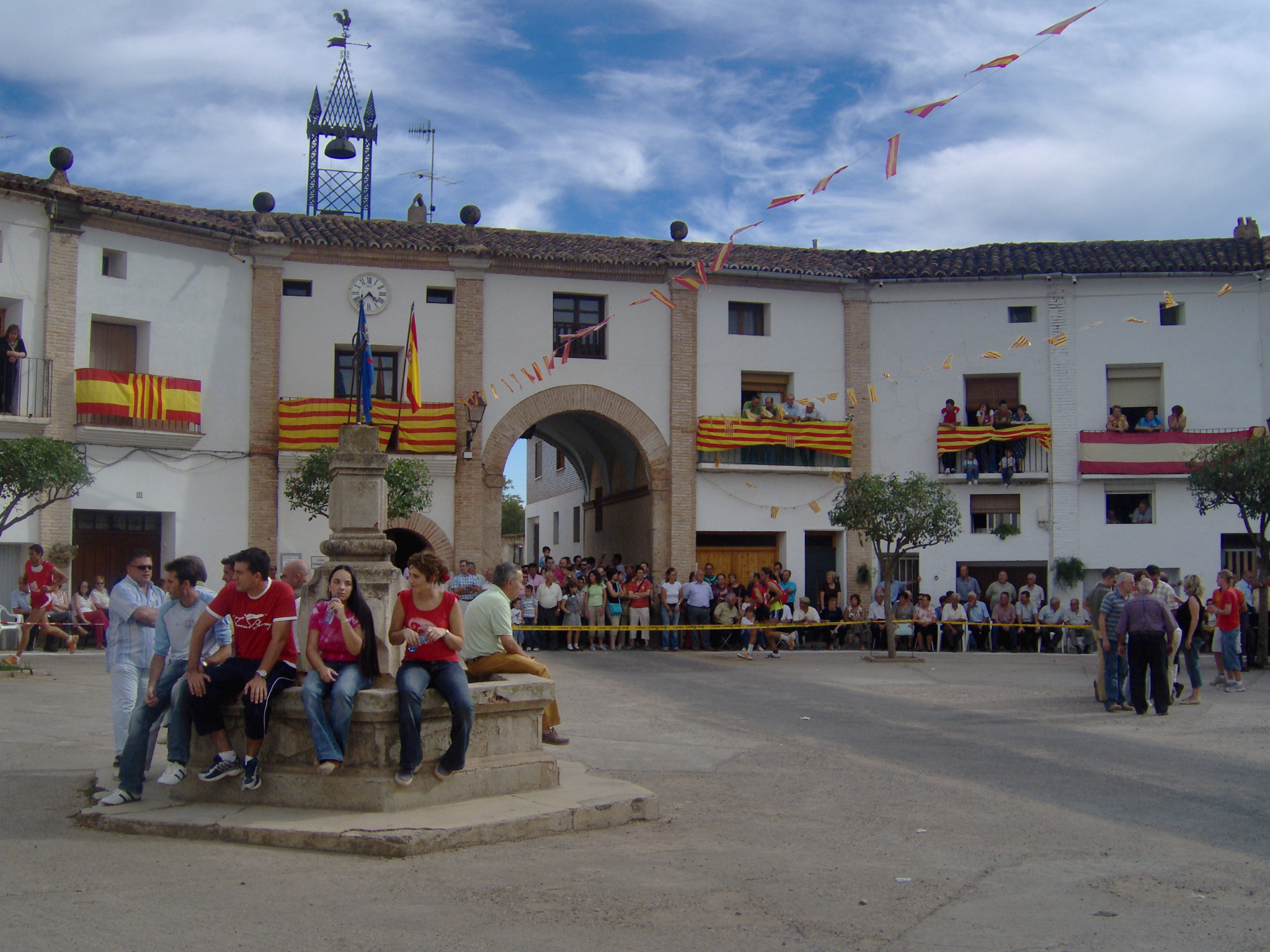
Carrera pedestre de Chodes, disputada el 1 de octubre de 2006

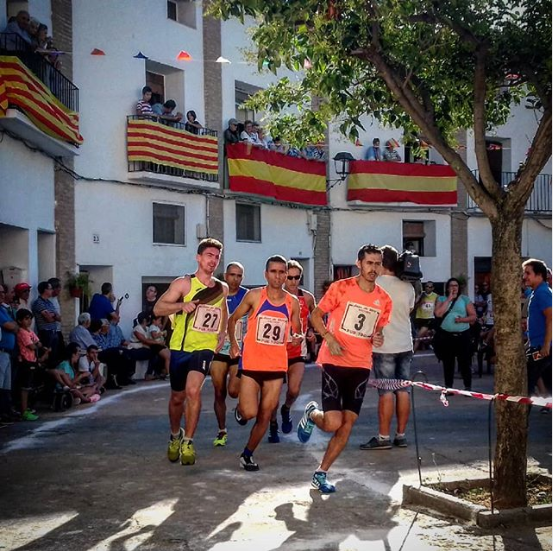
Corredores durante el transcurso de la carrera pedestre de Chodes el 30 de septiembre de 2018

- Fiestas Patronales: Se celebran el día 8 de mayo y el 29 de septiembre en honor a San Miguel Arcángel. El acto más destacado es la carrera pedestre, también se realizan festejos destacados como las vacas, los encierros, el toro de ronda, jotas, orquestas, comidas populares, parque infantil, concurso de disfraces, concurso de guiñote y rabino. El día del arcángel san Miguel el pueblo sale en procesión con el santo recorriendo las calles de la localidad, donde participa la banda de música.
- Día de la culeca: Es costumbre comerse la culeca, se trata de una torta con un huevo en el centro.
- Jueves lardero (Día del palmo): Es un día muy celebrado en la localidad, consiste en ir a comerse el palmo de longaniza al monte de Capurnos.

#### Campeonato Mundial de Carreras Pedestres
Se celebra cada año en Chodes, el último domingo de septiembre o el primero de octubre, coincidiendo con las fiestas de la localidad. Se denomina campeonato mundial de carreras pedestres por la categoría a nivel internacional de algunos corredores que han participado en ella. La carrera es probable que se dispute desde el siglo XIX teniendo constancia escrita mínimo desde 1907. En los años 20 del siglo XX según se puede leer en prensa de la época los premios eran de 75, 50 y 25 pesetas para los tres primeros otorgando también en otras ocasiones tres pollos para el ganador, dos para el segundo y uno para el tercero, el último clasificado recibía una cebolla.
El circuito es la propia plaza de España de la localidad, de forma circular, a la que se le dan un total de 120 vueltas que suponen una distancia de 11 km. Antes de la disputa del Mundial se realiza una carrera de 50 o 60 vueltas y varias carreras infantiles. Durante la prueba el locutor va ofreciendo primas a los corredores mientras la banda de música va interpretando melodías típicas de las corridas de pollos. Algunas bandas que han participado en la carrera son las de Aguarón, Épila, Almonacid de la Sierra y Morata de Jalón.
Entre los corredores más ilustres que han participado en la carrera están, Dionisio Carreras, Clemente Góez, Alberto Murillo, Pedro Sierra, Francisco Binaburo, Colomán Trabado, Antonio Prieto, Santiago de la Parte, Mariano Haro, Fernando Díaz, Javier Cortés y Rafael Illán. Cabe destacar la participación del doble campeón del mundo de maratón Abel Antón, que debutó en la prueba en 1981 y 1985 quedando en segundo lugar en 1985, así como los grandes dominadores de la prueba en los últimos años Benito Ojeda y los marroquíes Said El Wardi y Said Aitadi. Así, Chodes ha conseguido tener una de las pruebas pedestres más prestigiosas de Aragón.
En la edición de 2017 se homenajeó a Abel Antón, dando nombre a uno de los tres arcos que tiene la plaza.
Hasta el año 2019 se disputó una única categoría mixta, tanto en la carrera grande de 120 vueltas como en la carrera pequeña de 50/60 vueltas, pasando en 2022 (tras dos ediciones canceladas por la pandemia covid-19) a disputarse una carrera masculina y otra femenina de 100 vueltas cada una.

#### Campeones de la carrera grande mixta (100 o 120 vueltas)
| Año  | Corredor/a                                                |
| ---- | --------------------------------------------------------- |
| 1929 | Dionisio Carreras                                         |
| 1931 | Dionisio Carreras                                         |
| 1974 | Mariano Haro                                              |
| 1975 | Mariano Haro                                              |
| 1985 | Fernando Díaz                                             |
| 1986 | Fernando Díaz                                             |
| 1987 | Fernando Díaz                                             |
| 1988 | Javier Cortés                                             |
| 1989 | Fernando Díaz                                             |
| 1990 | Javier Cortés                                             |
| 1991 | Javier Cortés                                             |
| 1992 | Juan Ramón Muñoz                                          |
| 1993 | Benito Ojeda                                              |
| 1994 | Rafael Illán                                              |
| 1995 | Omar Echarridi                                            |
| 1996 | Benito Ojeda                                              |
| 1997 | Omar Echarridi                                            |
| 1998 | Benito Ojeda                                              |
| 1999 | Benito Ojeda                                              |
| 2000 | Benito Ojeda                                              |
| 2001 | Redouan Benharafá                                         |
| 2002 | Redouan Benharafá                                         |
| 2003 | José Antonio Casajús                                      |
| 2004 | Benito Ojeda                                              |
| 2005 | Benito Ojeda                                              |
| 2006 | Said El Wardi                                             |
| 2007 | Abdelghani El Hassani                                     |
| 2008 | Said El Wardi                                             |
| 2009 | Said El Wardi ( 37' 27" )                                 |
| 2010 | Said Aitadi ( 36' 26" )                                   |
| 2011 | Said Aitadi ( 35' 02" )                                   |
| 2012 | Said Aitadi ( 36' 06" )                                   |
| 2013 | Said Aitadi ( 40' 48" )                                   |
| 2014 | Said Aitadi ( 35' 55" )                                   |
| 2015 | Moussine Cherkaoui ( 42' 37" )                            |
| 2016 | Enrique Fernández ( 40' 29" )                             |
| 2017 | Said Aitadi ( 38' 29" )                                   |
| 2018 | Said Aitadi ( 38' 26" )                                   |
| 2019 | Said Aitadi ( 41' 50" )                                   |
| 2022 | Zakarya El Boubekraoui (A partir de 2022 son 100 vueltas) |
| 2023 | Sergio Latorre                                            |
| 2024 | Sala Heddine Hammi                                        |

#### Campeonas de la carrera femenina (100 vueltas)
| Año  | Corredora      |
| ---- | -------------- |
| 2022 | Emma Pérez     |
| 2023 | Isabel Linares |
| 2024 | Isabel Linares |

#### Campeones de la carrera pequeña mixta (50 o 60 vueltas)
| Año  | Corredor/a             |
| ---- | ---------------------- |
| 2008 | Mohamed Zaria          |
| 2009 | Samir Ait Baouychamane |
| 2010 | Rachid Damoun          |
| 2011 | Mustapha El Kouya-Ali  |
| 2012 | Jesús García           |
| 2013 | Luis David Colchero    |
| 2014 | Javier Ceamanos        |
| 2015 | Jesús Dimas            |
| 2016 | Javier Ceamanos        |
| 2017 | Juan José Peñaranda    |
| 2018 | Julio César Simbaña    |
| 2019 | Achraf Sellak          |

### Asociaciones
- - Asociación de Personas Mayores Patrón San Miguel Arcángel. Fundada en 1992 y disuelta en 2016.
  - Asociación Casa Abierta La Andariega (La Cala). Fundada en 2003.
  - Asociación Cultural San Miguel-Chodes. Fundada en 2018.

### Cine
En 1985, siendo alcalde Paulino López, se rodó la película "Réquiem por un campesino español", con Antonio Banderas, Antonio Ferrandis, Fernando Fernán Gómez, Terele Pávez y José Antonio Labordeta, entre otros. Utilizando como escenarios de la película la plaza de España, participando como extras numerosos vecinos del pueblo. El largometraje también se rodó en las cercanas localidades de Embid de la Ribera y Arándiga.

### Documentales
En 2006 se grabó íntegramente en la plaza de España Chodes el documental La Carrera Pedestre de Chodes, dirigido por el director aragonés de cine etnográfico documental Eugenio Monesma.
En 2013 se grabó el documental Francisco Sanz de Cortes por el Antiguo Condado de Morata, rodado en las inmediaciones del castillo de Chodes, el Puente de Capurnos, la plaza de España y el despoblado de Villanueva de Jalón perteneciente a Chodes. En el documental aparecen las demás localidades que conformaban el antiguo condado, Morata de Jalón, Illueca, Gotor, Arándiga y Purujosa. El 22 de octubre de 2014 fue emitido en televisión en horario de prime time a través del canal Zaragoza TV, con redifusión en horario de tarde el 25 de octubre de 2014.
También en 2013 se grabó una parte del documental "Aragón Rodado" de Vicky Calavia, dónde tratan los distintos rodajes que se han realizado en Aragón, narrando en uno de sus capítulos el rodaje en Chodes, Arándiga y Embid de la Ribera el largometraje "Réquiem por un campesino español".

### Publicidad
En 2000 se rodó un anuncio publicitario de la campaña "Aragón quiere compartir" del Gobierno de Aragón, el escenario fue la plaza de España y en el que participaron numerosos vecinos de la localidad. En el anuncio se recreó una frutería en el número cinco de la plaza, así como una terraza de bar en el centro de la plaza junto a la fuente.
En 2022 la Diputación Provincial de Zaragoza rodó un spot publicitario para impulsar el turismo en la provincia bajo el lema "Ven y quédate cerquita, descubre Zaragoza provincia". Las localizaciones fueron la plaza de España y la zona de escalada de Las Torcas.

### Televisión
En 2018 Chodes participó en el programa de Aragón Televisión "Menudo es mi pueblo". En él buscaban el mejor pueblo de Aragón con una votación a través de internet. En el primer programa participaron 15 localidades, 5 por cada provincia de Aragón y quedaron eliminados uno por provincia, Chodes se clasificó 4.º por la provincia de Zaragoza, quedando eliminado el municipio de Sástago. En este primer programa intervinieron varios vecinos del municipio, así como el alpinista Carlos Pauner desde las paredes de escalada de Las Torcas de Chodes con la presentadora del programa Susana Luquin. En el segundo programa la parte de Chodes se dedicó a la plaza de España como epicentro de la vida social en Chodes. El tercer programa fue dedicado al único alojamiento rural que existe en el municipio, la asociación cultural la cala y las canteras de yeso. En el cuarto programa apareció el pastor de Chodes con sus ovejas, la zona natural de Las Torcas y las paredes de escalada. En el 5.º programa, esta vez dedicado a las fiestas de San Miguel Arcángel fue eliminado del concurso, ya que dejaban de concursar 4 localidades y Chodes ocupaba en ese momento la posición n.º 10. El ganador del programa fue Sopeira, quedando como finalista la localidad de Torrijo de la Cañada.

### Videoclip musical
En 2021 la artista aragonesa Ariadna Redondo grabó en Villanueva de Jalón el videoclip Cry, tema de su primer disco From the dark.